# Popuštanje
Popuštanje je toplinska obrada, u pravilu nakon kaljenja, kako bi se postigla određena svojstva, prije svega žilavost i duktilnost. Sastoji se od zagrijavanja na određenu temperaturu (ispod Ac1), izotermnog držanja na toj temperaturi (npr. 1 sat) i ohlađivanju primjerenom brzinom. Postupak se može i ponoviti. Nakon kaljenja, čelici imaju veliku čvrstoću, ali su veoma krhki. Popuštanjem se povećava žilavost kaljenog čelika, a smanjuje se čvrstoća.
Martenzitna je mikrostruktura čelika nestabilna i mijenja se pri zagrijavanju na povišene temperature. Promjene ovise o temperaturi popuštanja koja seže od približno 100 ºC do temperature Ae1. Odabirom temperature popuštanja mogu se postići sve moguće vrijednosti čvrstoće čelika između kaljenog i praktički žarenog (sferoidiziranog) stanja. Metal se grije drži neko vrijeme na dovoljno visokoj temperaturi i potom sporo hladi. Posljedice popuštanja su: 
- smanjenje tvrdoće i krhkosti
- promjena mikrostrukture
- omekšavanje metala kako bi se lakše deformirao materijal ili odvajala strugotina
- rekristalizacija na hladno obrađenog materijala
- otpuštanje zaostalih naprezanja

## Vrste popuštanja
Popuštanje se može podijeliti na:
- niskotemperaturno popuštanje (manje od 220 ºC);
- srednjetemperaturno popuštanje (od 220 ºC do 400 ºC);
- visokotemperaturno popuštanje (više od 400 ºC);

Vrste su popuštanja i: 
- potpuno popuštanje: grijanje materijala na bazi željeza do područja austenita, te sporo hlađenje (u peći) radi stvaranja krupnozrnog perlita;
- normalizacija: kao i potpuno popuštanje, uz nešto brže hlađenje (na zraku) radi stvaranja sitnozrnog austenita (veća čvrstoća i tvrdoća);
- procesno popuštanje: popuštanje radi omogućavanja dodatne deformacije;
- popuštanje: kao i procesno popuštanje, bez dodatnog deformiranja;
- oporavno popuštanje: zadržavanje glavnine tvrdoća uz povećanje žilavosti;
- popuštanje za uklanjanje naprezanja: uklanjanje zaostalih naprezanja.

## Poboljšavanje
Poboljšavanje je složena toplinska obrada koja se sastoji od kaljenja, te popuštanja pri povišenim temperaturama. Poboljšavanjem se mogu postići optimalne kombinacije čvrstoće, tvrdoće i žilavosti čelika za određenu primjenu. Najveći učinak ima ta toplinska obrada kod čelika za poboljšanje s udjelom ugljika od 0,3% do 0,6%, a dijele se na ugljične i legirane.
Nakon kaljenja čelici imaju veliku tvrdoću, ali su veoma krhki. Popuštanjem se povećava žilavost kaljenog čelika, a smanjuje se tvrdoća. Popuštanje je toplinska obrada, u pravilu nakon kaljenja, kako bi se postigla određena svojstva, prije svega žilavost i duktilnost. Sastoji se od zagrijavanja na određenu temperaturu (ispod Ac1), izotermnog držanja na toj temperaturi (npr. 1 sat) i ohlađivanju primjerenom brzinom. Postupak se može i ponoviti.
Martenzitna je mikrostruktura čelika nestabilna i mijenja se pri zagrijavanju na povišene temperature. Promjene ovise o temperaturi popuštanja koja seže od približno 100 ºC do temperature Ae1. Odabirom temperature popuštanja mogu se postići sve moguće vrijednosti čvrstoće čelika između kaljenog i praktički žarenog (sferoidiziranog) stanja.
Poseban je primjer poboljšavanja tzv. izotermno poboljšavanje (austempering), kad se čelik s temperature austenizacije brzo ohladi u solnoj ili kovinskoj kupelji, u temperaturnom području bainita, te izotermno transformira u bainit, koji ima razmjerno veliku čvrstoću i žilavost.

## Tvrdoća čelika
Tvrdoća čelika (martenzita) nakon kaljenja ovisi najviše o udjelu ugljika. Kod čelika s malim udjelom ugljika (manjim od 0,25%) nakon kaljenja se postiže premala tvrdoća, a i zbog djelomičnog razugljičenja površine. Zbog toga se čelici s udjelom ugljika manjim od 0,3% u pravilu ne kale, za razliku od čelika za poboljšanje s udjelom ugljika od 0,3% do 0,6%. Pri kaljenju nastaju u čeliku naprezanja zbog fazne pretvorbe (razlike u obujmima između austenita i martenzita). Zbog tih naprezanja čelik se može deformirati ili puknuti.
Minimalna naprezanja (teorijski nula) u čeliku postižu se tzv. kaljenjem bez naprezanja (martempering), što je poseban oblik stupnjevitog kaljenja pri kojem nastaje martenzit istovremeno po cijelom presjeku. Naprezanja kaljenja smanjuju se također i primjenom tzv. prekinutog kaljenja, kada se čelik kali u sredstvu s većim, a zatim s manjim intenzitetom ohlađivanja. 
Unutarnja naprezanja u kaljenom čeliku smanjuju se izotermnim žarenjem (popuštanjem) na temperaturama od 150 ºC do 200 ºC (bez osjetnog sniženja mehaničkih svojstava čelika) ili toplinskim obradama koji slijede nakon kaljenja. 
Kaljivost čelika, odnosno njegova tvrdoća nakon kaljenja, ovisi prije svega o udjelu ugljika u čeliku. Tvrdoća martenzita se povećava s povećanjem udjela ugljika u martenzitu do približno 0,6%. 
Prokaljivost je mogućnost zakaljivanja čelika u dubinu, a ovisi o više utjecajnih čimbenika. Najveći utjecaj na prokaljivost imaju legirni elementi. Prokaljivost jedni povećavaju (Mn, Cr, Mo, Ni), a drugi ju smanjuju (Co, Al, Ti, V). Djelovanje na prokaljivost ovisi o vrsti pojedinačnih legirnih elemenata ili o skupini legirnih elemenata, te o njihovim udjelima. Djelovanje ugljika na prokaljivost zanemarivo je u usporedbi s djelovanjem legirnih elemenata. Prokaljivost čelika uspoređuje se na temelju Jominyjeva pokusa, a prokaljivost čeličnih dijelova ocjenjuje se na osnovi kritičnog promjera, koji se određuje po Grossmannovoj metodi.